# 서산어린이도서관
서산어린이도서관은 충청남도 서산시 소재의 어린이 도서관이다. 어린이, 영유아 특화 도서관으로서의 서비스를 제공한다.

## 연혁
- 2013년 1월 22일 개관.

## 사진

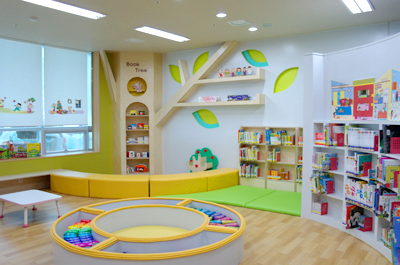
아기랑 엄마랑
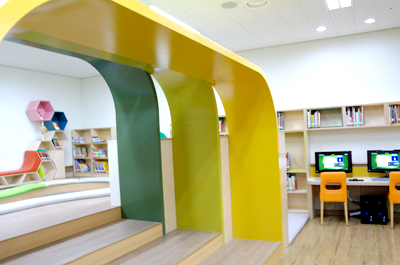
영어마을
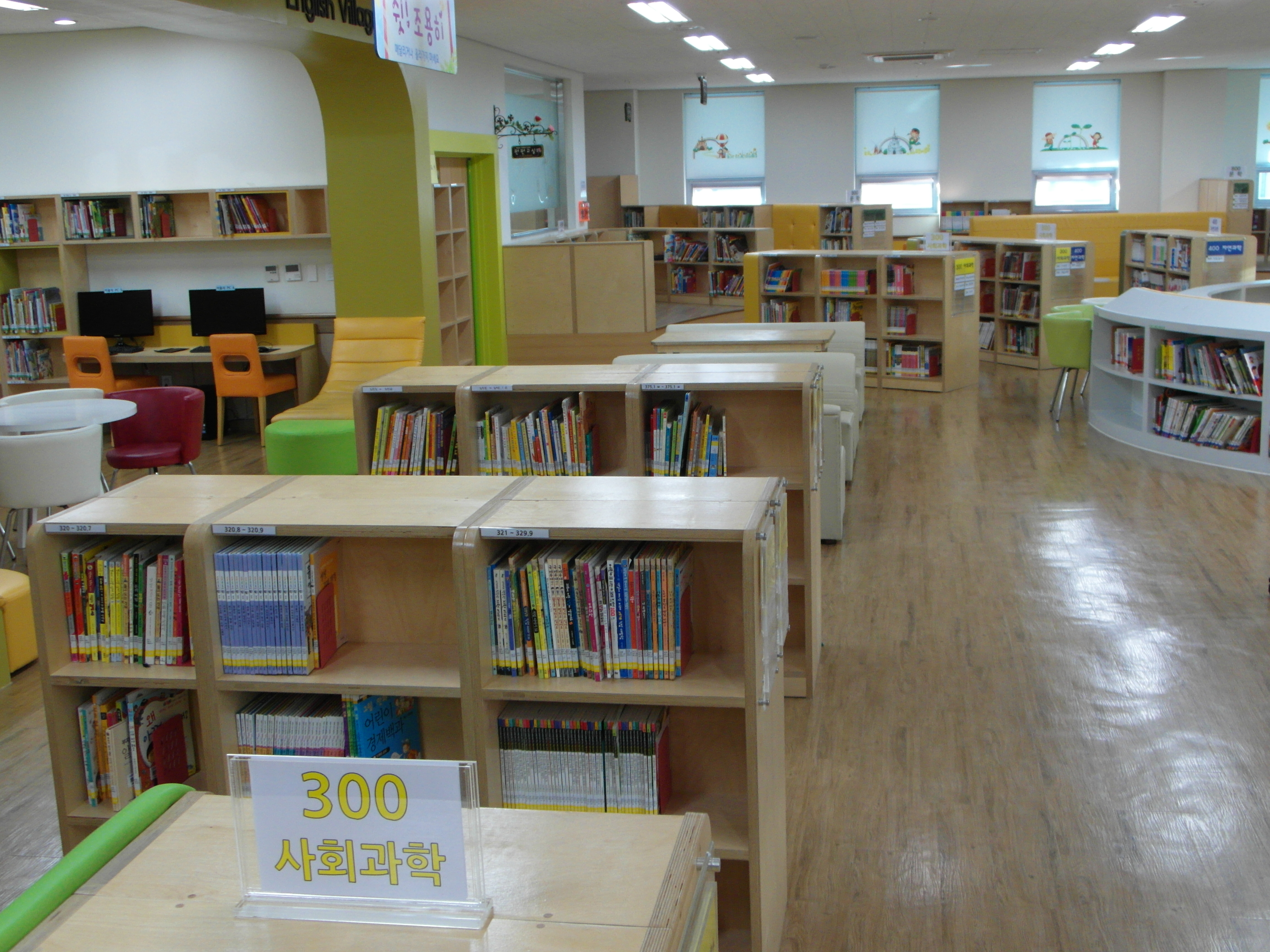
어린이자료실
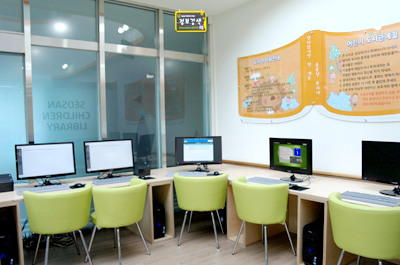
정보검색실
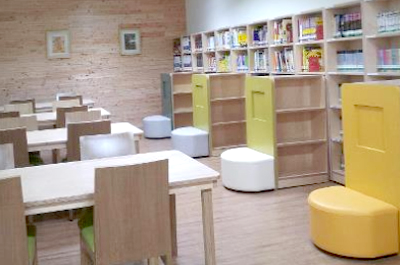
집중독서실
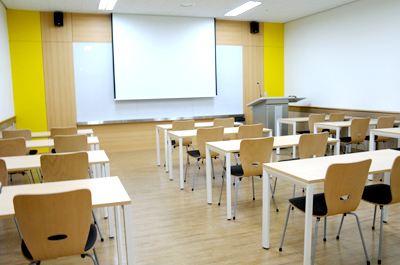
펀펀교실